# Coppa di Francia 2008-2009
La Coupe de France 2008-2009 fu la novantaduesima edizione della coppa aperta a tutti i club del calcio francese. 14 squadre infatti provengono dalla Francia d'oltremare (Guadalupa, Guyana francese, Martinica, Mayotte, Nuova Caledonia, Polinesia francese, e Riunione). La finale fu giocata il 9 maggio 2009 allo Stade de France e fu vinta a sorpresa dall'Guingamp, squadra che militiva in Ligue 2 2-1 sullo Stade Rennais. Entrambe le formazioni provenivano dalla Bretagna, fatto storico, e per l'occasione furono intonati prima del match l'inno bretone da parte di Alan Stivell e canzoni del folklore della regione come Tri Martolod, musicata dalla banda di Quimper. Anche il celebre giornale sportivo L'Équipe stampò per la giornata della finale tutta la prima pagina in bretone, nome della testata compreso (Ar Skipailh).

## Calendario
L'8 luglio 2008, la Federazione calcistica della Francia annunciò il calendario della Coppa di Francia.
| Data                | Partita                                                   |
| ------------------- | --------------------------------------------------------- |
| 21 settembre 2008   | Clubs della CFA 2 entrano nella competizione              |
| 5 ottobre 2008      | Clubs della CFA entrano nella competizione                |
| 19 ottobre 2008     | Clubs del Championnat National entrano nella competizione |
| 22–23 novembre 2008 | Clubs del Ligue 2 entrano nella competizione              |
| 3–4 gennaio 2009    | Clubs del Ligue 1 entrano nella competizione              |
| 24–25 gennaio 2009  | sedicesimi di finale                                      |
| 3–4 marzo 2009      | ottavi di finale                                          |
| 17–18 marzo 2009    | quarti di finale                                          |
| 21–22 aprile 2009   | semifinali                                                |
| 9 maggio 2009       | finale della coppa di Francia                             |

## 7º Turno
| Squadra 1                 | Risultato        | Squadra 2               |
| ------------------------- | ---------------- | ----------------------- |
| Vitré                     | 2 - 1            | FC Libourne             |
| Créteil-Lusitanos         | 2 - 1            | Metz                    |
| Colmar                    | 1 - 1 (2-4 dcr)  | Tefana                  |
| Avion                     | 6 - 0            | Fresnoy-le-Grand        |
| Strasburgo                | 6 - 0            | Sannois-Saint-Gratien   |
| Yzeure                    | 5 - 1            | INF Vichy               |
| Saint Priest              | 4 - 4 (3-4 dcr)  | Troyes                  |
| Blagnac                   | 4 - 1            | Saint-Alban             |
| Feignies                  | 3 - 2            | Evolucas de Petit-Bourg |
| Gazélec Ajaccio           | 3 - 1            | Chenove                 |
| Vannes                    | 3 - 1            | Cherbourg               |
| Eclaron                   | 2 - 1            | Dieue-Sommedieue        |
| Poiré-sur-Vie             | 2 - 4            | Tours                   |
| Châteauroux               | 2 - 1            | Olympique Saumur        |
| Bagnols-Pont-Saint-Esprit | 2 - 2 (5-6 dcr)  | Ajaccio                 |
| Viry-Châtillon            | 2 - 1            | Saint-Lô                |
| Concarneau                | 2 - 0            | Plouvorn                |
| Amnéville                 | 2 - 0            | CO Saint-Dizier         |
| ASF Andrézieux            | 2 - 0            | Lyon-La Duchère         |
| Rodez                     | 1 - 0            | Balma                   |
| Villefranche              | 1 - 1 (5-4 dcr)  | La Clermontaise         |
| Le Touquet                | 1 - 2            | Arménienne Aso          |
| Croix-de-Savoie 74        | 1 - 0            | Montceau-les-Mines      |
| Mondeville                | 1 - 2            | Alençon                 |
| Sainte-Geneviève-des-Bois | 1 - 0            | Les Ulis                |
| Saint Omer                | 1 - 0            | Amiens                  |
| Ezanville                 | 1 - 0            | Marck                   |
| ASD Ornans                | 1 - 1            | Pont-de-Roide-Vermondan |
| Sedan                     | 1 - 0            | Olympique Noisy-le-Sec  |
| Poitiers                  | 1 - 0            | Thouaré-Sur-Loire       |
| Les Herbiers              | 1 - 2            | Niort                   |
| Grande-Synthe             | 1 - 0            | Saint-Ouen              |
| Villeneuve-Saint-Germain  | 1 - 9            | Stade Reims             |
| Saint-Flour               | 1 - 3            | Montpellier             |
| Quimper Cornouaille       | 1 - 1 (4-2 dcr)  | Saint-Malo              |
| Luzenac                   | 1 - 2            | Bastia                  |
| RC Lesnevien              | 1 - 2            | Stade Plabennecois      |
| Raon-l'Étape              | 1 - 0            | Saint-Dié               |
| Bourg-Péronnas            | 1 - 1 (4-3 dcr)  | Corte                   |
| Vauban Strasbourg         | 1 - 4            | Besançon                |
| FC La Suze                | 0 - 2            | UJA Alfortville         |
| Pont-de-Chéruy            | 0 - 1            | Selongey                |
| ES Pennoise               | 0 - 2            | Louhans-Cuiseaux        |
| Albertville               | 0 - 0 (1-3 dcr)  | Thiers                  |
| CSC Cayenne               | 0 - 1            | Martigues               |
| Orléans                   | 0 - 1            | Montluçon               |
| FC Saint Louis Neuweg     | 0 - 1            | SS Jeanne D'Arc         |
| Biache                    | 0 - 2            | Calais RUFC             |
| Evreux                    | 0 - 2            | Boulogne-sur-Mer        |
| Lannion FC                | 0 - 0 (9-10 dcr) | Brest                   |
| Carquefou JA              | 0 - 0 (3-4 dcr)  | Luçon                   |
| Anglet Genets             | 0 - 1            | Bayonne                 |
| Amiens AC                 | 0 - 1            | Pacy Vallée-d'Eure      |
| Sarreguemines             | 0 - 3            | Paris FC                |
| Lons Le Saunier           | 0 - 3            | SAS Épinal              |
| Rivière Pilote            | 0 - 4            | Fontenay-le-Comte       |
| Haguenau                  | 0 - 1            | Digione                 |
| Dinard                    | 0 - 5            | Guingamp                |
| La Tour-Saint-Clair       | 7 - 1            | Montréal la Cluse       |
| Creutzwald SR             | 5 - 1            | Foyer Barsequanais      |
| Stade Héninois            | 4 - 0            | Roubaix Hommelet        |
| AS Orly                   | 4 - 1            | Saint-Pryvé             |
| Port-La-Nouvelle          | 3 - 1            | Cognac UA               |
| La Vitréenne              | 3 - 0            | Rennes TA               |
| Ligny En Barrois          | 3 - 0            | Fameck                  |
| Tolone                    | 3 - 0            | Saint-Maurice-L'Exil    |
| La Gacilly                | 3 - 4            | Saint Brieuc            |
| Chauny                    | 2 - 0            | Charleville-Mézières    |
| Arnage-Pontlieue          | 2 - 7            | Angers                  |
| Châtellerault             | 2 - 0            | La Chapelle des Marais  |
| Mont-Doré                 | 2 - 4            | Dunkerque               |
| Evry Essonne              | 2 - 1            | Wasquehal               |
| Mars Bischheim            | 2 - 4            | Schirrhein              |
| FCO Firminy               | 1 - 2            | Nîmes                   |
| Villenave d'Ornon         | 1 - 2            | Rilhac Rancon           |
| Strasbourg Neuhof         | 1 - 0            | Bischheim Soleil        |
| Larmor Goelands           | 1 - 0            | GSI Pontivy             |
| Romorantin                | 1 - 0            | Sablé                   |
| Foudre 2000               | 1 - 3            | Cannes                  |
| Luneray                   | 0 - 0 (1-3 dcr)  | Beauvais                |
| Cruseilles                | 0 - 4            | Clermont Foot           |
| AS Creil                  | 0 - 6            | Quevilly-Rouen          |
| Amilly                    | 0 - 2            | Changé                  |
| Chantilly                 | 0 - 1            | Lesquin                 |
| US Ribécourt              | 0 - 3            | Marquette US            |
| Arras Football            | 0 - 0 (4-2 dcr)  | Lens                    |
| Bassin D'Arcachon         | 0 - 0 (3-2 dcr)  | Aurillac Arpajon        |
| Villeneuve Ajat           | 0 - 2            | Uzès-Pont-du-Gard       |

## 8º Turno
| Squadra 1                 | Risultato       | Squadra 2           |
| ------------------------- | --------------- | ------------------- |
| Troyes                    | 3 - 1           | Beauvais            |
| Dunkerque                 | 2 - 1           | Stade Reims         |
| Strasburgo                | 2 - 4           | Sedan               |
| Romorantin                | 1 - 1 (9-8 dcr) | Angers              |
| Digione                   | 6 - 3 (dts)     | Selongey            |
| Boulogne-sur-Mer          | 4 - 0           | Lesquin             |
| Châteauroux               | 4 - 0           | Chauny              |
| Besançon                  | 3 - 1           | Amnéville           |
| Rodez                     | 3 - 0           | Bassin D'Arcachon   |
| Croix-de-Savoie 74        | 3 - 1 (dts)     | Martigues           |
| Changé                    | 2 - 4           | Brest               |
| Yzeure                    | 2 - 0           | Thiers              |
| Ajaccio                   | 2 - 1           | Fontenay-le-Comte   |
| Calais RUFC               | 2 - 1           | Quevilly-Rouen      |
| Villefranche              | 2 - 1           | Uzès-Pont-du-Gard   |
| Guingamp                  | 1 - 1 (4-1 dcr) | La Vitréenne        |
| Montluçon                 | 1 - 0           | Luçon               |
| Blagnac                   | 1 - 0           | Rilhac Rancon       |
| Avion                     | 1 - 1 (4-5 dcr) | Saint Omer          |
| Viry-Châtillon            | 1 - 2           | Créteil-Lusitanos   |
| Clermont Foot             | 1 - 0           | Bastia              |
| Grande-Synthe             | 1 - 0           | Marquette US        |
| Eclaron                   | 1 - 0           | Châtellerault       |
| Tefana                    | 0 - 2 (dts)     | Arras               |
| Strasbourg Neuhof         | 0 - 1           | Louhans-Cuiseaux    |
| Nîmes                     | 0 - 1           | Bayonne             |
| Saint Brieuc              | 0 - 1 (dts)     | Concarneau          |
| Pacy Vallée-d'Eure        | 0 - 1           | Tours               |
| Stade Héninois            | 0 - 0 (2-4 dcr) | UJA Alfortville     |
| Larmor Goelands           | 0 - 5           | Vitré               |
| Quimper Cornouaille       | 0 - 0 (1-4 dcr) | Niort               |
| Arménienne Aso            | 0 - 5           | Vannes              |
| AS Orly                   | 5 - 3           | Stade Plabennecois  |
| SS Jeanne D'Arc           | 3 - 2           | Feignies            |
| Pont-de-Roide-Vermondan   | 2 - 1           | La Tour-Saint-Clair |
| Evry Essonne              | 2 - 1           | Paris FC            |
| Ligny En Barrois          | 1 - 1 (1-4 dcr) | Raon-l'Étape        |
| Creutzwald SR             | 1 - 2           | Schirrhein          |
| Montpellier               | 0 - 0 (4-2 dcr) | Cannes              |
| Port-La-Nouvelle          | 0 - 0 (4-2 dcr) | Tolone              |
| Sainte-Geneviève-des-Bois | 4 - 1 (dts)     | SAS Épinal          |
| Bourg-Péronnas            | 2 - 2 (4-5 dcr) | Gazélec Ajaccio     |
| Ezanville                 | 1 - 3           | Alençon             |
| ASF Andrézieux            | 1 - 0           | Poitiers            |

## Trentaduesimi di finale
| Squadra 1                   | Risultato       | Squadra 2           |
| --------------------------- | --------------- | ------------------- |
| Sainte-Geneviève Sports     | 0 - 3           | Lilla               |
| SS Jeanne d'Arc             | 1 - 7           | Tours               |
| Yzeure                      | 0 - 0 (4-5 dcr) | Le Mans             |
| UJA Alfortville             | 0 - 2           | Le Havre            |
| Schirrhein                  | 4 - 2           | Clermont Foot       |
| ASF Andrézieux              | 0 - 2           | Sedan               |
| Raon-l'Étape                | 0 - 0 (3-4 dcr) | Grenoble            |
| Étoile sportive Nouvelloise | 0 - 3           | Rodez               |
| Vannes                      | 1 - 0           | Châteauroux         |
| Aviron Bayonnais            | 0 - 2           | Vitré               |
| Montpellier                 | 0 - 1           | Dunkerque           |
| US Saint-Omer               | 1 - 3           | Guingamp            |
| US Alençonnaise             | 2 - 2 (2-3 dcr) | Lorient             |
| Louhans-Cuiseaux            | 0 - 1 (dts)     | Troyes              |
| Olympique Grande Synthe     | 1 - 1 (4-2 dcr) | Calais RUFC         |
| Brest                       | 2 - 2 (5-4 dcr) | Croix-de-Savoie     |
| Niort                       | 1 - 2 (dts)     | Boulogne            |
| Romorantin                  | 0 - 0 (4-2 dcr) | Nancy               |
| Tolosa                      | 0 - 0 (5-4 dcr) | Valenciennes        |
| Sochaux                     | 0 - 1           | Rennes              |
| Ajaccio                     | 1 - 1 (3-1 dcr) | Auxerre             |
| Arras                       | 1 - 3 (dts)     | Nizza               |
| Bordeaux                    | 0 - 1           | Saint-Étienne       |
| Nantes                      | 2 - 2 (3-5 dcr) | Caen                |
| Évry                        | 0 - 5           | Créteil-Lusitanos   |
| Villefranche                | 2 - 1           | AS Orly             |
| US Éclaron Valcourt         | 0 - 5           | Digione             |
| Blagnac FC                  | 0 - 1           | Monaco              |
| Montlucon                   | 0 - 1           | Paris Saint-Germain |
| Besançon                    | 1 - 1 (4-5 dcr) | Olympique Marsiglia |
| US Pont-de-Roide Vermondans | 0 - 1           | Gazélec Ajaccio     |
| US Concarneau               | 0 - 6           | Olympique Lione     |

## Sedicesimi di finale
| Squadra 1               | Risultato       | Squadra 2           |
| ----------------------- | --------------- | ------------------- |
| Guingamp                | 2 - 0 (dts)     | Brest               |
| Ajaccio                 | 2 - 0           | Vannes              |
| Dunkerque               | 0 - 3           | Lilla               |
| Digione                 | 4 - 1           | Villefranche        |
| Schirrhein              | 0 - 8           | Tolosa              |
| Lorient                 | 2 - 1 (dts)     | Tours               |
| Boulogne                | 3 - 1           | Caen                |
| Troyes                  | 1 - 2           | Rodez               |
| Vitré                   | 1 - 1 (9-8 dcr) | Créteil-Lusitanos   |
| Romorantin              | 0 - 0 (5-6 dcr) | Sedan               |
| Rennes                  | 2 - 0           | Saint-Étienne       |
| Le Havre                | 0 - 1 (dts)     | Le Mans             |
| Olympique Grande Synthe | 1 - 3           | Grenoble            |
| Gazélec Ajaccio         | 0 - 3           | Paris Saint-Germain |
| Monaco                  | 1 - 0           | Nizza               |
| Olympique Lione         | 1 - 0           | Olympique Marsiglia |

## Ottavi di finale
| Squadra 1 | Risultato       | Squadra 2           |
| --------- | --------------- | ------------------- |
| Guingamp  | 1 - 0           | Le Mans             |
| Digione   | 1 - 1 (2-4 dcr) | Grenoble            |
| Boulogne  | 0 - 2           | Tolosa              |
| Rodez     | 3 - 1 (dts)     | Paris Saint-Germain |
| Ajaccio   | 0 - 2           | Monaco              |
| Sedan     | 3 - 0           | Vitré               |
| Lilla     | 3 - 2           | Olympique Lione     |
| Rennes    | 3 - 0           | Lorient             |

## Quarti di finale
| Squadra 1 | Risultato       | Squadra 2 |
| --------- | --------------- | --------- |
| Sedan     | 1 - 3           | Guingamp  |
| Tolosa    | 1 - 1 (7-6 dcr) | Lilla     |
| Grenoble  | 2 - 0           | Monaco    |
| Rennes    | 2 - 0           | Rodez     |

| Arbitro: | Philippe Kalt |

|            |           |                           |
| Allart 18’ | Marcatori | 38’ 74’ Eduardo 62’ Oruma |

| Arbitro: | Tony Chapron |

|                                                                  |                      |                                                            |
| Conceição 110’ (aut.)                                            | Marcatori            | 105’ Bastos                                                |
| Ebondo Pentecôte Gignac Bergougnoux Cetto Braaten Fofana Sissoko | Tiri di rigore 7 – 6 | Bastos Mavuba Rami Balmont Hazard Chedjou Vandam Conceição |

| Arbitro: | Thierry Auriac |

|                        |           |  |
| Moreira 13’ Akrour 54’ | Marcatori |  |

| Arbitro: | Olivier Thual |

|                      |           |  |
| M'Bia 32’ Briand 61’ | Marcatori |  |

## Semifinali
| Squadra 1 | Risultato | Squadra 2 |
| --------- | --------- | --------- |
| Grenoble  | 0 - 1     | Rennes    |
| Tolosa    | 1 - 2     | Guingamp  |

| Arbitro: | Hervé Piccirillo |

|  |           |         |
|  | Marcatori | 22’ Sow |

| Arbitro: | Eric Poulat |

|            |           |                      |
| Gignac 75’ | Marcatori | 29’ Eduardo 90’ Sène |

## Finale
| Squadra 1 | Risultato | Squadra 2 |
| --------- | --------- | --------- |
| Guingamp  | 2 - 1     | Rennes    |

| Arbitro: | Thierry Auriac |

|               |           |                 |
| Bocanegra 69’ | Marcatori | 71’ 83’ Eduardo |

| Rennes | Guingamp |

| Rennes:       |    |                    |     |     |
|               |    |                    |     |     |
| GK            | 1  | Nicolas Douchez    |     |     |
| RB            | 2  | Rod Fanni          |     |     |
| CB            | 4  | Petter Hansson (c) | 88’ |     |
| CB            | 5  | Stéphane M'Bia     |     |     |
| LB            | 3  | Carlos Bocanegra   |     |     |
| CM            | 6  | Bruno Cheyrou      |     | 89’ |
| CM            | 8  | Fabien Lemoine     |     |     |
| AM            | 10 | Jérôme Leroy       |     |     |
| RW            | 9  | Moussa Sow         |     | 87’ |
| LW            | 7  | Romain Danzé       |     | 79’ |
| FW            | 11 | Olivier Thomert    |     |     |
| Sostituzioni: |    |                    |     |     |
| GK            | 16 | Cheick N'Diaye     |     |     |
| DF            | 12 | Uwa Echiéjilé      |     |     |
| DF            | 13 | Lucien Aubey       |     |     |
| MF            | 14 | Prince Oniangué    |     |     |
| FW            | 15 | Mickaël Pagis      |     | 79’ |
| FW            | 17 | Asamoah Gyan       |     | 87’ |
| FW            | 18 | Jirès Kembo Ekoko  |     | 89’ |
| Allenatore:   |    |                    |     |     |
| Guy Lacombe   |    |                    |     |     |

| Guingamp:     |    |                            |     |     |
|               |    |                            |     |     |
| GK            | 1  | Guillaume Gauclin          |     |     |
| RB            | 2  | Yves Deroff                |     |     |
| CB            | 4  | Christian Bassila (c)      |     |     |
| CB            | 9  | Bakary Koné                |     |     |
| LB            | 3  | Felipe Saad                |     |     |
| CM            | 5  | Lionel Mathis              |     |     |
| CM            | 8  | Fabrice Colleau            |     | 73’ |
| AM            | 10 | Wilson Oruma               |     |     |
| RW            | 11 | Gilson Silva               |     | 70’ |
| LW            | 7  | Richard Soumah             |     |     |
| FW            | 6  | Eduardo                    | 83’ |     |
| Sostituzioni: |    |                            |     |     |
| GK            | 16 | Stéphane Trévisan          |     |     |
| DF            | 12 | Jean-Christophe Vergerolle |     |     |
| MF            | 15 | François Bellugou          |     |     |
| MF            | 13 | Mouritala Ogunbiyi         |     | 70’ |
| FW            | 14 | Yohann Rivière             |     |     |
| FW            | 17 | Cédric Liabeuf             |     |     |
| FW            | 18 | Badara Sène                |     | 73’ |
| Allenatore:   |    |                            |     |     |
| Victor Zvunka |    |                            |     |     |